# Quincy Lewis
Quincy Lavell Lewis (Little Rock, Arkansas, 26 de junio de 1977) es un exjugador de baloncesto estadounidense que jugó durante cuatro temporadas en la NBA. Con 2,01 metros de estatura jugaba en la posición de alero.

## Trayectoria deportiva

### Universidad
Lewis empezó jugando en el Instituto Parkview en Little Rock, antes de pasar a la Universidad de Minnesota, donde completó el ciclo universitario de cuatro años (1995-1999). Fue en sus dos últimas temporadas cuando explotó como jugador con los Golden Gophers. En 1997 ayudó al equipo a meterse en la Final Four de la NCAA, donde cayeron ante Kentucky Wildcats. Lewis era el sexto hombre del equipo, y sus promedios aquella temporada fueron de 8 puntos y 2.6 rebotes. 
Como júnior, en la temporada 1997-98 promedió 14.5 puntos y 5.6 rebotes. Pero su mejor temporada llegó como sénior, en su última campaña en la NCAA se fue hasta los 23.1 puntos y 5.9 rebotes. Fue líder en anotación en la Big Ten Conference y elegido en el Tercer Quinteto All-American.

### Profesional
Lewis fue elegido por Utah Jazz en el puesto 19 del Draft de la NBA de 1999. En los Jazz se mantuvo hasta 2002 con un protagonismo escaso. Su año rookie finalizó con 3.8 puntos y 1.5 rebotes. Tras su periplo NBA se marchó al Maccabi Tel Aviv, para regresar, al año siguiente, en la temporada 2003-04, a Minnesota Timberwolves. Promedió 4 puntos y 1.2 rebotes antes de ser cortado en enero de 2004. Luego fichó por el CB Lucentum Alicante de la ACB. En la 2005-06 jugó en el Olympiacos B.C. antes de regresar a Alicante. Desde 2007 milita en el Iurbentia Bilbao hasta la temporada 2009. Tras 2 meses de competición, Chris Warren se lesiona, pero no pudo llegar a un acuerdo para incorporar a Quincy.

## Estadísticas de su carrera en la NBA

### Temporada regular
| Temp.   | Edad | Equipo    | Liga | P   | TIT | MIN  | TC  | TCA | %TC  | 3P  | 3PA | %3P  | TL  | TLA | %TL  | R.OF. | R.DEF. | REB | ASIS | ROB | TAP | PER | FP  | PTS |
| 1999-00 | 22   | Utah      | NBA  | 74  | 0   | 12.1 | 1.5 | 4.0 | .372 | 0.3 | 0.9 | .365 | 0.5 | 0.7 | .731 | 0.6   | 0.9    | 1.5 | 0.5  | 0.3 | 0.2 | 0.6 | 2.1 | 3.8 |
| 2000-01 | 23   | Utah      | NBA  | 35  | 2   | 11.5 | 1.4 | 3.5 | .407 | 0.3 | 0.7 | .360 | 0.4 | 0.6 | .714 | 0.4   | 0.9    | 1.3 | 0.5  | 0.3 | 0.3 | 0.5 | 2.2 | 3.5 |
| 2001-02 | 24   | Utah      | NBA  | 36  | 18  | 13.6 | 1.8 | 4.0 | .448 | 0.1 | 0.5 | .167 | 0.4 | 0.6 | .650 | 0.3   | 0.9    | 1.2 | 1.0  | 0.6 | 0.3 | 0.9 | 2.5 | 4.0 |
| 2003-04 | 26   | Minnesota | NBA  | 14  | 0   | 4.6  | 0.5 | 1.4 | .350 | 0.1 | 0.4 | .400 | 0.0 | 0.0 |      | 0.1   | 0.4    | 0.5 | 0.1  | 0.1 | 0.1 | 0.2 | 0.7 | 1.1 |
| Carrera |      |           | NBA  | 159 | 20  | 11.7 | 1.5 | 3.7 | .397 | 0.2 | 0.7 | .333 | 0.4 | 0.6 | .710 | 0.4   | 0.9    | 1.3 | 0.6  | 0.4 | 0.2 | 0.6 | 2.1 | 3.6 |

### Playoffs
| Temp.   | Edad | Equipo | Liga | P  | MIN | TCA | TC | 3PA | 3P | TLA | TL | R.OF. | REB | ASIS | ROB | TAP | PER | FP | PTS | %TC  | %3P  | %FT  | MIN  | PTS | REB | AST |
| 1999-00 | 22   | Utah   | NBA  | 8  | 106 | 10  | 27 | 2   | 6  | 4   | 5  | 2     | 15  | 2    | 3   | 7   | 3   | 24 | 26  | .370 | .333 | .800 | 13.3 | 3.3 | 1.9 | 0.3 |
| 2001-02 | 24   | Utah   | NBA  | 4  | 56  | 8   | 23 | 1   | 5  | 0   | 4  | 1     | 3   | 2    | 2   | 1   | 3   | 10 | 17  | .348 | .200 | .000 | 14.0 | 4.3 | 0.8 | 0.5 |
| Carrera |      |        | NBA  | 12 | 162 | 18  | 50 | 3   | 11 | 4   | 9  | 3     | 18  | 4    | 5   | 8   | 6   | 34 | 43  | .360 | .273 | .444 | 13.5 | 3.6 | 1.5 | 0.3 |